# اختيار الأعداء (رواية)
اختيار الأعداء (بالإنجليزية: A Choice of Enemies)‏ هي رواية للكاتب الكندي مردخاي ريشلر، نشرت عام 1957، لأول مرة عن دار نشر أندريه دويتش.